# Роллинг-Хилс (Калифорния)
Роллинг-Хилс (англ. Rolling Hills) — город в округе Лос-Анджелес в штате Калифорния в Соединённых Штатах Америки.
Согласно данным переписи населения США 2020 года число жителей города 
составляло 1739 человек, что, для такого небольшого населённого пункта, существенно меньше (−6.5%), чем было во время предыдущей переписи проводившейся в 2010 году (1860 человек).

## История
Роллинг-Хилс расположен на полуострове Палос-Вердес. Это закрытый город с частными дорогами и тремя въездными воротами. Дома представляют собой в основном одноэтажные строения XIX века свойственные Калифорнии или испанские асьенды, примером которых является архитектор Уоллес Нефф.
Основанный в 1957 году, город сохраняет сельский колорит, без светофоров, с участками площадью в несколько акров с достаточным пространством между домами и широкими конными дорожками вдоль улиц и границ домовладений.
Роллинг-Хилс занимает третье место по средней стоимости домов в Соединенных Штатах. Согласно внутренним правилам, дома должны быть окрашены белой краской снаружи. Домовладельцы также обязаны содержать конюшню на своих участках или, как минимум, содержать землю, на которой можно построить стойла.
Единственная коммерческая зона в городе занята мэрией Роллинг-Хиллз, Ассоциацией сообщества Роллинг-Хиллз и пожарной станцией округа Лос-Анджелес № 56.

## География
Роллинг-Хилс граничит с городом Ранчо-Палос-Вердес со всех сторон, кроме северной (включая пустую оползневую зону Португальской излучины на юге).
Согласно данным Бюро переписи населения США, общая площадь города составляет 3 квадратных мили (ок. 7,8 км2) и вся эта территория приходится на сушу.

## Климат
В Роллинг-Хиллз холодный полузасушливый климат, который по системе классификации климатой Кёппена сокращённо обозначается аббревиатурой «BSk». Лето сухое и жарче, чем в окружающих районах, температура обычно достигает 93 °F (34 °C) на пике в начале сентября. Зимы, как правило, холоднее, чем в окружающих районах, с высокими температурами от 50 до 60 градусов (°F). Как минимум один раз за зиму выпадает град.